# Xà mâu
Xà mâu là một loại vũ khí lạnh, có lưỡi dài (dài hơn lưỡi thương) uốn cong như hình con rắn (tiếng Hán: con rắn gọi là xà). Theo từ điển Hán-Việt Thiều Chữu thì phàm loại nào biến từ thương mà ra, có hình thù quái lạ thì gọi là mâu.
Thời Tam Quốc Trung Quốc, nhân vật Trương Phi từng dùng bát xà mâu khi xung trận. Thủy hử truyện cũng có anh hùng Lâm Xung, sử dụng xà mâu.